# کج‌رفتاری
کج‌رفتاری یا کژروی به معنی تخلف عمدی از هنجار یا مجموعه هنجارهای معینی است که در جامعه پذیرفته شده‌است. کج‌رفتاری فقط به نحوه عمل فرد مربوط نیست، بلکه به فعالیت‌های گروه‌ها نیز مربوط می‌شود. به افرادی که از هنجارهای پذیرفته شده فراتر می‌روند، کج‌رفتار گفته می‌شود. افراد کج‌رفتار عموماً ضمانت‌های اجرایی رسمی و غیررسمی هنجارها را نادیده می‌گیرند. کج‌رفتاری در جامعه‌شناسی، روان‌شناسی، روان‌پزشکی و جرم‌شناسی مورد مطالعه قرار می‌گیرد.

## آسیب‌شناسی اجتماعی
حوزه‌ای از جامعه‌شناسی که به انحرافات می‌پردازد، آسیب‌شناسی اجتماعی یا جامعه‌شناسی انحرافات نامیده می‌شود. آسیب اجتماعی به هر نوع عمل فردی یا جمعی گفته می‌شود که در چار چوب اصول اخلاقی و قواعد عام عمل جمعی رسمی و غیررسمی جامعهٔ محل فعالیت کنشگران قرار نمی‌گیرد و در نتیجه با منع قانونی یا قبح اخلاقی و اجتماعی روبه رو می‌گردد. به همین دلیل کجروان سعی دارند کجروی‌های خود را از دید ناظران، قانون اخلاق عمومی و نظم اجتماعی پنهان سازند؛ زیرا در غیر این صورت با پیگرد قانونی تکفیر اخلاقی و طرد اجتماعی مواجهه می‌شوند.